# ترتیاکوو
ترتیاکوو (به لاتین: Tretyakovo) یک منطقهٔ مسکونی در روسیه است که در سرزمین آلتای واقع شده‌است.